# Passeport serbe
Le passeport serbe est un document de voyage international délivré aux ressortissants serbes, et qui peut aussi servir de preuve de la citoyenneté serbe.

## Apparence du passeport
Les passeports serbes ont une couverture rouge bordeaux, conforme à la norme européenne, et portent des inscriptions en lettres dorées - РЕПУБЛИКА СРБИЈА, REPUBLIC OF SERBIA, et RÉPUBLIQUE DE SERBIE au sommet, et ПАСОШ, PASSPORT, et PASSEPORT au fond divisé par les armoiries (texte en anglais et français ajouté en 2016). Le symbole du passeport biométrique, alertant de la présence d'une puce RFID à l'intérieur du document, se trouve tout en bas de la page de garde. La couverture intérieure présente les armoiries serbes à l'encre bleu marine, tandis que la première page contient le nom du pays et le mot "passeport" en trois langues - serbe (écriture cyrillique), anglais et français. La troisième de couverture contient des informations sur l'assistance consulaire dans les trois langues susmentionnées.

### Page d'identité
Le passeport serbe comprend les données suivantes :
- Type (type de document, ici P pour Personnel)
- Code du pays ("SRB" - Serbie)
- Numéro de passeport
- Nom du porteur
- Nationalité ("Republike Srbije" (République de Serbie))
- Date de naissance (DD.MM.YYYY)
- National identity number ("JMBG")
- Sexe
- Lieu de naissance
- Domicile
- Autorité
- Date de délivrance (DD.MM.YYYY)
- Date d'expiration (DD.MM.YYYY)
- Signature et photo du titulaire

### Pages des visas
Le passeport contient en outre 32 pages adaptées aux visas et aux timbres frontaliers. Ils présentent une gamme de couleurs claires, principalement rouge, vert, jaune et bleu, et ont les armoiries serbes au milieu. Ils sont perforés avec le numéro de série du passeport en bas et ont des filigranes avec des numéros de page.

## Exigences de la photo biométrique
- La taille de la photo doit être 50 × 50 mm
- La photo doit être en couleurs
- Elle doit avoir été prise au cours des six derniers mois
- Le fond doit être blanc
- Hauteur de la tête (jusqu'au sommet des cheveux) : 68 %
- Distance du bas de la photo à la ligne des yeux : 56 %
- Le couvre-chef ne peut être utilisé que pour des raisons religieuses

## Validité
Les passeports délivrés aux adultes sont valables 10 ans. Les passeports délivrés aux mineurs ont des durées limitées :
- les personnes de moins de 3 ans reçoivent un passeport d'une durée de validité de 3 ans
- les personnes de 3 à 14 ans reçoivent un passeport d'une durée de validité de 5 ans[2]

## Les types de passeport
- Un passeport ordinaire est délivré à tous les citoyens.
  - Valable 10 ans, ou 5 ans si délivré à une personne entre 3 et 14 ans et 3 ans pour une personne de moins de 3 ans.
  - Le délai maximum de traitement est de 30 jours pour les demandes régulières (60 jours dans les missions diplomatiques-consulaires) et de 48 heures pour les demandes urgentes. Les frais sont de RSD 4 200,00.
- Le passeport diplomatique est délivré par le ministère des Affaires étrangères aux diplomates, aux hauts fonctionnaires, aux membres du parlement et aux personnes voyageant pour les affaires officielles de l'État, ainsi qu'aux membres de la famille immédiate des personnes susmentionnées.
  - La validité est déterminée par la nature du poste occupé - les diplomates et les fonctionnaires recevront généralement le passeport couvrant leur mandat en fonction.
- Le passeport officiel est identique en tous points au passeport diplomatique, mais ne bénéficie pas des privilèges de l'immunité diplomatique. Il est délivré aux fonctionnaires de rang moyen et inférieur, ainsi qu'au personnel non diplomatique des ambassades et consulats.